# Zaccharie Risacher
Zaccharie Risacher (* 8. April 2005 in Málaga) ist ein französischer Basketballspieler, der für die Atlanta Hawks spielt. Er wurde 2024 im Rahmen des NBA-Draftverfahrens an erster Stelle ausgewählt.

## Werdegang
Der Sohn des früheren französischen Nationalspielers Stéphane Risacher wurde in Spanien geboren, wo sein Vater als Berufsbasketballspieler unter Vertrag stand. Er wurde mit dem Nachwuchs von ASVEL Lyon-Villeurbanne 2021 französischer Jugendmeister. Im November 2021 wurde er von Trainer TJ Parker erstmals in ASVELs Profimannschaft in der höchsten französischen Spielklasse eingesetzt und erzielte bei seinem Einstand vier Punkte. Seinen Einstand in der EuroLeague gab Risacher Anfang Februar 2022 im Alter von 16 Jahren und 302 Tagen. In der französischen Liga kam er ebenfalls zu Kurzeinsätzen und trug damit zum Gewinn des Meistertitels 2022 bei.
ASVELs Präsident Tony Parker kündigte Anfang April 2023 an, die Mannschaft in der Saison 2023/24 um Risacher sowie die erfahrenen Joffrey Lauvergne und Nando de Colo herum aufzubauen. Dieses Vorhaben wurde nicht umgesetzt, Risacher bevorzugte einen Wechsel zum Ligakonkurrenten JL Bourg Basket, dem er sich mittels Leihabkommen anschloss. Seine guten Leistungen während des Spieljahres 2023/24 sorgten dafür, dass er in manchen von US-Medien veröffentlichten Vorschauranglisten für das NBA-Draftverfahren 2024 auf vordere Plätze und teils an erste Stelle gesetzt wurde. Mit Bourg stand Risacher im April 2024 in den Eurocup-Endspielen, der Titelgewinn in dem europäischen Wettbewerb wurde verfehlt. Er wurde 2023/24 als bester junger Spieler des Eurocups sowie der französischen Liga ausgezeichnet.

### NBA
Beim Draftverfahren der NBA im Juni 2024 wählten die Atlanta Hawks Risacher aus. Indem sich Atlanta für den Franzosen entschied, wurden erstmals in der Geschichte der nordamerikanischen Liga in zwei aufeinanderfolgenden Jahren Spieler an erster Stelle aufgerufen, die nicht in der NCAA gespielt hatten. Vor Risacher war das 2023 dessen Landsmann Victor Wembanyama gewesen.

### Nationalmannschaft
Bei der U17-Weltmeisterschaft 2022 gewann er mit Frankreich die Bronzemedaille und erzielte im Turnierverlauf 10,4 Punkte je Begegnung. In der französischen Herrennationalmannschaft wurde Risacher erstmals im Februar 2024 eingesetzt. Er zog sich bei dem Länderspiel gegen Kroatien, in dem er rund vier Minuten auf dem Feld stand, eine Gesichtsverletzung zu und musste genäht werden.

## Familie
Wie sein Vater schlug auch Risachers Schwester Aïnhoa Risacher eine Laufbahn im Leistungsbasketball ein.